# یاگوونا، نیو ساوت ولز
یاگوونا (به انگلیسی: Yagoona) یک منطقهٔ مسکونی در استرالیا است که در نیو ساوت ولز واقع شده‌است.